# Penetration aids
Penetration Aids – zespół środków technicznych mających za zadanie ułatwienie rakietowym pociskom balistycznym przeniknięcie przez systemy obrony antybalistycznej atakowanego przeciwnika.

## Zasada działania

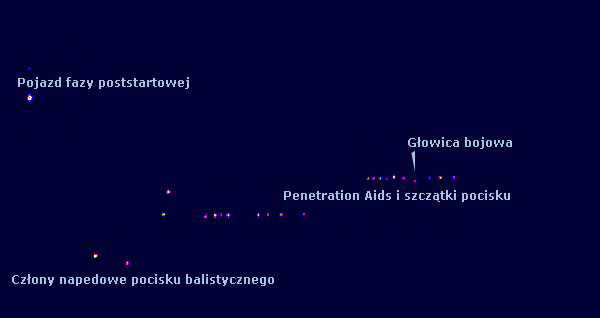
Penetration aids, głowica bojowa i pozostałości rakiety nośnej. Widok w podczerwieni z teleskopu głowicy kinetycznej EKV

Współczesne zaawansowane antybalistyczne pociski kinetyczne dysponują dużą celnością. Ich zadaniem jest zniszczenie głowicy bojowej pocisku balistycznego za pomocą energii kinetycznej wyzwolonej w wyniku bezpośredniego uderzenia w tzw. sweet spot, czyli punkt u podstawy głowicy o powierzchni kilku centymetrów kwadratowych, z sumaryczną prędkością kilku do kilkunastu kilometrów na sekundę. Aby zadanie to maksymalnie utrudnić, producenci pocisków balistycznych wraz z głowicami umieszczają na pokładach pocisków zespół urządzeń mających za zadanie uniemożliwienie bądź przynajmniej maksymalne utrudnienie systemom obrony antybalistcznej rozróżnienie stanowiącej cel głowicy termojądrowej, chemicznej lub biologicznej od pozostałych elementów pocisku balistycznego. Urządzenia te najczęściej przybierają formę aluminiowych balonów, z których niektóre mogą kryć w sobie głowice bojowe, a także rozmieszczane przez pojazd fazy post-startowej (post-boost vehicle) fałszywe makiety głowic bojowych.
Głowice pocisków antybalistycznych zwalczających nośniki broni nuklearnej w najwyższej warstwie atmosfery (egzosferze) opierają swe działanie na wykrywaniu głowic bojowych oraz ich dyskryminacji spośród środków penetration aids za pomocą pomiaru ich sygnatury w podczerwieni, co związane jest z różnicami w temperaturze obiektów w przestrzeni kosmicznej wynikającymi z ich różnej masy, użytych do ich budowy materiałów oraz wielkości.